# En 4
“En 4” é uma canção de colaboração entre a cantora mexicana Kenia Os e a cantora brasileira Anitta, lançada em 17 de abril de 2025 pela Sony Music México como single independente. Foi a primeira parceria musical oficial entre as duas artistas.

## Composição e letra
“En 4” mescla batidas de reggaeton, funk carioca e pop latino, apresentando uma sonoridade voltada para o perreo. A produção utilizou algoritmos de inteligência artificial para criar a base rítmica e harmônica, conforme teasers promocionais nas redes sociais que destacaram o caráter inovador da canção. A letra, repleta de insinuações sensuais e versos de empoderamento feminino, consagra a expressão “perreíto”, convidando o ouvinte a “ponerte ahí, en cuatro” (ficar de quatro), e inclui refrões de apelo dançante:
“Papi, ponte ahí, en el acto

 Serás mi perrito por un rato
Ponme un perreíto y te parto

 Ponme un perreíto y te parto”

## Antecedentes e lançamento
Em 8 de abril de 2025, Kenia OS e Anitta anunciaram a data de estreia de “En 4” por meio de publicações nas redes sociais, incluindo um tuíte da Sony Music México confirmando que o single sairia em 17 de abril às 18h (horário do México). A parceria, porém, tinha raízes antigas: as artistas estabeleceram vínculo em 2021, quando Anitta convidou Kenia OS para participar da promoção de seu single “Loco” em Aspen, Colorado, e voltaram a se encontrar em eventos como o Pandora Charms Festival Concert em 2024 e no videoclipe de “Soltera” de Shakira.

## Videoclipe
O videoclipe oficial de “En 4” estreou simultaneamente ao single no canal de YouTube da Sony Music México em 17 de abril de 2025. Dirigido pela equipe interna da gravadora, o clipe traz cenas de forte apelo visual, com as artistas posando juntas em imagens que chegaram a ser censuradas em teasers por conterem nudez e beijos sensuais.

## Desempenho comercial
Logo após o lançamento, “En 4” figurou em playlists de viralização no Spotify, alcançando mais de 7 mil salvamentos na playlist “Hits Viral” em poucos dias. O single também entrou em trending topics no México e no Brasil, impulsionado por transmissões ao vivo e watch parties organizadas por fãs nas redes sociais.

## Créditos
- Kenia Os – vocais
- Anitta – vocais

## Histórico de lançamento
| Região | Data                | Formato                     | Gravadora         |
| ------ | ------------------- | --------------------------- | ----------------- |
| Global | 17 de abril de 2025 | Download digital; streaming | Sony Music México |